# 1217
Portal Geschichte | Portal Biografien | Aktuelle Ereignisse | Jahreskalender | Tagesartikel

◄ |
12. Jahrhundert |
13. Jahrhundert
| 14. Jahrhundert | ►

◄ |
1180er |
1190er |
1200er |
1210er
| 1220er | 1230er | 1240er | ►

◄◄ |
◄ |
1213 |
1214 |
1215 |
1216 |
1217
| 1218 | 1219 | 1220 | 1221 | ► | ►►
Staatsoberhäupter  · Nekrolog
| Januar | Januar | Januar | Januar | Januar | Januar | Januar | Januar |
| Kw     | Mo     | Di     | Mi     | Do     | Fr     | Sa     | So     |
| ------ | ------ | ------ | ------ | ------ | ------ | ------ | ------ |
| 52     |        |        |        |        |        |        | 1      |
| 1      | 2      | 3      | 4      | 5      | 6      | 7      | 8      |
| 2      | 9      | 10     | 11     | 12     | 13     | 14     | 15     |
| 3      | 16     | 17     | 18     | 19     | 20     | 21     | 22     |
| 4      | 23     | 24     | 25     | 26     | 27     | 28     | 29     |
| 5      | 30     | 31     |        |        |        |        |        |

| Februar | Februar | Februar | Februar | Februar | Februar | Februar | Februar |
| Kw      | Mo      | Di      | Mi      | Do      | Fr      | Sa      | So      |
| ------- | ------- | ------- | ------- | ------- | ------- | ------- | ------- |
| 5       |         |         | 1       | 2       | 3       | 4       | 5       |
| 6       | 6       | 7       | 8       | 9       | 10      | 11      | 12      |
| 7       | 13      | 14      | 15      | 16      | 17      | 18      | 19      |
| 8       | 20      | 21      | 22      | 23      | 24      | 25      | 26      |
| 9       | 27      | 28      |         |         |         |         |         |

| März | März | März | März | März | März | März | März |
| Kw   | Mo   | Di   | Mi   | Do   | Fr   | Sa   | So   |
| ---- | ---- | ---- | ---- | ---- | ---- | ---- | ---- |
| 9    |      |      | 1    | 2    | 3    | 4    | 5    |
| 10   | 6    | 7    | 8    | 9    | 10   | 11   | 12   |
| 11   | 13   | 14   | 15   | 16   | 17   | 18   | 19   |
| 12   | 20   | 21   | 22   | 23   | 24   | 25   | 26   |
| 13   | 27   | 28   | 29   | 30   | 31   |      |      |

| April | April | April | April | April | April | April | April |
| Kw    | Mo    | Di    | Mi    | Do    | Fr    | Sa    | So    |
| ----- | ----- | ----- | ----- | ----- | ----- | ----- | ----- |
| 13    |       |       |       |       |       | 1     | 2     |
| 14    | 3     | 4     | 5     | 6     | 7     | 8     | 9     |
| 15    | 10    | 11    | 12    | 13    | 14    | 15    | 16    |
| 16    | 17    | 18    | 19    | 20    | 21    | 22    | 23    |
| 17    | 24    | 25    | 26    | 27    | 28    | 29    | 30    |

| Mai | Mai | Mai | Mai | Mai | Mai | Mai | Mai |
| Kw  | Mo  | Di  | Mi  | Do  | Fr  | Sa  | So  |
| --- | --- | --- | --- | --- | --- | --- | --- |
| 18  | 1   | 2   | 3   | 4   | 5   | 6   | 7   |
| 19  | 8   | 9   | 10  | 11  | 12  | 13  | 14  |
| 20  | 15  | 16  | 17  | 18  | 19  | 20  | 21  |
| 21  | 22  | 23  | 24  | 25  | 26  | 27  | 28  |
| 22  | 29  | 30  | 31  |     |     |     |     |

| Juni | Juni | Juni | Juni | Juni | Juni | Juni | Juni |
| Kw   | Mo   | Di   | Mi   | Do   | Fr   | Sa   | So   |
| ---- | ---- | ---- | ---- | ---- | ---- | ---- | ---- |
| 22   |      |      |      | 1    | 2    | 3    | 4    |
| 23   | 5    | 6    | 7    | 8    | 9    | 10   | 11   |
| 24   | 12   | 13   | 14   | 15   | 16   | 17   | 18   |
| 25   | 19   | 20   | 21   | 22   | 23   | 24   | 25   |
| 26   | 26   | 27   | 28   | 29   | 30   |      |      |

| Juli | Juli | Juli | Juli | Juli | Juli | Juli | Juli |
| Kw   | Mo   | Di   | Mi   | Do   | Fr   | Sa   | So   |
| ---- | ---- | ---- | ---- | ---- | ---- | ---- | ---- |
| 26   |      |      |      |      |      | 1    | 2    |
| 27   | 3    | 4    | 5    | 6    | 7    | 8    | 9    |
| 28   | 10   | 11   | 12   | 13   | 14   | 15   | 16   |
| 29   | 17   | 18   | 19   | 20   | 21   | 22   | 23   |
| 30   | 24   | 25   | 26   | 27   | 28   | 29   | 30   |
| 31   | 31   |      |      |      |      |      |      |

| August | August | August | August | August | August | August | August |
| Kw     | Mo     | Di     | Mi     | Do     | Fr     | Sa     | So     |
| ------ | ------ | ------ | ------ | ------ | ------ | ------ | ------ |
| 31     |        | 1      | 2      | 3      | 4      | 5      | 6      |
| 32     | 7      | 8      | 9      | 10     | 11     | 12     | 13     |
| 33     | 14     | 15     | 16     | 17     | 18     | 19     | 20     |
| 34     | 21     | 22     | 23     | 24     | 25     | 26     | 27     |
| 35     | 28     | 29     | 30     | 31     |        |        |        |

| September | September | September | September | September | September | September | September |
| Kw        | Mo        | Di        | Mi        | Do        | Fr        | Sa        | So        |
| --------- | --------- | --------- | --------- | --------- | --------- | --------- | --------- |
| 35        |           |           |           |           | 1         | 2         | 3         |
| 36        | 4         | 5         | 6         | 7         | 8         | 9         | 10        |
| 37        | 11        | 12        | 13        | 14        | 15        | 16        | 17        |
| 38        | 18        | 19        | 20        | 21        | 22        | 23        | 24        |
| 39        | 25        | 26        | 27        | 28        | 29        | 30        |           |

| Oktober | Oktober | Oktober | Oktober | Oktober | Oktober | Oktober | Oktober |
| Kw      | Mo      | Di      | Mi      | Do      | Fr      | Sa      | So      |
| ------- | ------- | ------- | ------- | ------- | ------- | ------- | ------- |
| 39      |         |         |         |         |         |         | 1       |
| 40      | 2       | 3       | 4       | 5       | 6       | 7       | 8       |
| 41      | 9       | 10      | 11      | 12      | 13      | 14      | 15      |
| 42      | 16      | 17      | 18      | 19      | 20      | 21      | 22      |
| 43      | 23      | 24      | 25      | 26      | 27      | 28      | 29      |
| 44      | 30      | 31      |         |         |         |         |         |

| November | November | November | November | November | November | November | November |
| Kw       | Mo       | Di       | Mi       | Do       | Fr       | Sa       | So       |
| -------- | -------- | -------- | -------- | -------- | -------- | -------- | -------- |
| 44       |          |          | 1        | 2        | 3        | 4        | 5        |
| 45       | 6        | 7        | 8        | 9        | 10       | 11       | 12       |
| 46       | 13       | 14       | 15       | 16       | 17       | 18       | 19       |
| 47       | 20       | 21       | 22       | 23       | 24       | 25       | 26       |
| 48       | 27       | 28       | 29       | 30       |          |          |          |

| Dezember | Dezember | Dezember | Dezember | Dezember | Dezember | Dezember | Dezember |
| Kw       | Mo       | Di       | Mi       | Do       | Fr       | Sa       | So       |
| -------- | -------- | -------- | -------- | -------- | -------- | -------- | -------- |
| 48       |          |          |          |          | 1        | 2        | 3        |
| 49       | 4        | 5        | 6        | 7        | 8        | 9        | 10       |
| 50       | 11       | 12       | 13       | 14       | 15       | 16       | 17       |
| 51       | 18       | 19       | 20       | 21       | 22       | 23       | 24       |
| 52       | 25       | 26       | 27       | 28       | 29       | 30       | 31       |

| Januar | Januar | Januar | Januar | Januar | Januar | Januar | Januar |
| Kw     | Mo     | Di     | Mi     | Do     | Fr     | Sa     | So     |
| ------ | ------ | ------ | ------ | ------ | ------ | ------ | ------ |
| 52     |        |        |        |        |        |        | 1      |
| 1      | 2      | 3      | 4      | 5      | 6      | 7      | 8      |
| 2      | 9      | 10     | 11     | 12     | 13     | 14     | 15     |
| 3      | 16     | 17     | 18     | 19     | 20     | 21     | 22     |
| 4      | 23     | 24     | 25     | 26     | 27     | 28     | 29     |
| 5      | 30     | 31     |        |        |        |        |        |

| Februar | Februar | Februar | Februar | Februar | Februar | Februar | Februar |
| Kw      | Mo      | Di      | Mi      | Do      | Fr      | Sa      | So      |
| ------- | ------- | ------- | ------- | ------- | ------- | ------- | ------- |
| 5       |         |         | 1       | 2       | 3       | 4       | 5       |
| 6       | 6       | 7       | 8       | 9       | 10      | 11      | 12      |
| 7       | 13      | 14      | 15      | 16      | 17      | 18      | 19      |
| 8       | 20      | 21      | 22      | 23      | 24      | 25      | 26      |
| 9       | 27      | 28      |         |         |         |         |         |

| März | März | März | März | März | März | März | März |
| Kw   | Mo   | Di   | Mi   | Do   | Fr   | Sa   | So   |
| ---- | ---- | ---- | ---- | ---- | ---- | ---- | ---- |
| 9    |      |      | 1    | 2    | 3    | 4    | 5    |
| 10   | 6    | 7    | 8    | 9    | 10   | 11   | 12   |
| 11   | 13   | 14   | 15   | 16   | 17   | 18   | 19   |
| 12   | 20   | 21   | 22   | 23   | 24   | 25   | 26   |
| 13   | 27   | 28   | 29   | 30   | 31   |      |      |

| April | April | April | April | April | April | April | April |
| Kw    | Mo    | Di    | Mi    | Do    | Fr    | Sa    | So    |
| ----- | ----- | ----- | ----- | ----- | ----- | ----- | ----- |
| 13    |       |       |       |       |       | 1     | 2     |
| 14    | 3     | 4     | 5     | 6     | 7     | 8     | 9     |
| 15    | 10    | 11    | 12    | 13    | 14    | 15    | 16    |
| 16    | 17    | 18    | 19    | 20    | 21    | 22    | 23    |
| 17    | 24    | 25    | 26    | 27    | 28    | 29    | 30    |

| Mai | Mai | Mai | Mai | Mai | Mai | Mai | Mai |
| Kw  | Mo  | Di  | Mi  | Do  | Fr  | Sa  | So  |
| --- | --- | --- | --- | --- | --- | --- | --- |
| 18  | 1   | 2   | 3   | 4   | 5   | 6   | 7   |
| 19  | 8   | 9   | 10  | 11  | 12  | 13  | 14  |
| 20  | 15  | 16  | 17  | 18  | 19  | 20  | 21  |
| 21  | 22  | 23  | 24  | 25  | 26  | 27  | 28  |
| 22  | 29  | 30  | 31  |     |     |     |     |

| Juni | Juni | Juni | Juni | Juni | Juni | Juni | Juni |
| Kw   | Mo   | Di   | Mi   | Do   | Fr   | Sa   | So   |
| ---- | ---- | ---- | ---- | ---- | ---- | ---- | ---- |
| 22   |      |      |      | 1    | 2    | 3    | 4    |
| 23   | 5    | 6    | 7    | 8    | 9    | 10   | 11   |
| 24   | 12   | 13   | 14   | 15   | 16   | 17   | 18   |
| 25   | 19   | 20   | 21   | 22   | 23   | 24   | 25   |
| 26   | 26   | 27   | 28   | 29   | 30   |      |      |

| Juli | Juli | Juli | Juli | Juli | Juli | Juli | Juli |
| Kw   | Mo   | Di   | Mi   | Do   | Fr   | Sa   | So   |
| ---- | ---- | ---- | ---- | ---- | ---- | ---- | ---- |
| 26   |      |      |      |      |      | 1    | 2    |
| 27   | 3    | 4    | 5    | 6    | 7    | 8    | 9    |
| 28   | 10   | 11   | 12   | 13   | 14   | 15   | 16   |
| 29   | 17   | 18   | 19   | 20   | 21   | 22   | 23   |
| 30   | 24   | 25   | 26   | 27   | 28   | 29   | 30   |
| 31   | 31   |      |      |      |      |      |      |

| August | August | August | August | August | August | August | August |
| Kw     | Mo     | Di     | Mi     | Do     | Fr     | Sa     | So     |
| ------ | ------ | ------ | ------ | ------ | ------ | ------ | ------ |
| 31     |        | 1      | 2      | 3      | 4      | 5      | 6      |
| 32     | 7      | 8      | 9      | 10     | 11     | 12     | 13     |
| 33     | 14     | 15     | 16     | 17     | 18     | 19     | 20     |
| 34     | 21     | 22     | 23     | 24     | 25     | 26     | 27     |
| 35     | 28     | 29     | 30     | 31     |        |        |        |

| September | September | September | September | September | September | September | September |
| Kw        | Mo        | Di        | Mi        | Do        | Fr        | Sa        | So        |
| --------- | --------- | --------- | --------- | --------- | --------- | --------- | --------- |
| 35        |           |           |           |           | 1         | 2         | 3         |
| 36        | 4         | 5         | 6         | 7         | 8         | 9         | 10        |
| 37        | 11        | 12        | 13        | 14        | 15        | 16        | 17        |
| 38        | 18        | 19        | 20        | 21        | 22        | 23        | 24        |
| 39        | 25        | 26        | 27        | 28        | 29        | 30        |           |

| Oktober | Oktober | Oktober | Oktober | Oktober | Oktober | Oktober | Oktober |
| Kw      | Mo      | Di      | Mi      | Do      | Fr      | Sa      | So      |
| ------- | ------- | ------- | ------- | ------- | ------- | ------- | ------- |
| 39      |         |         |         |         |         |         | 1       |
| 40      | 2       | 3       | 4       | 5       | 6       | 7       | 8       |
| 41      | 9       | 10      | 11      | 12      | 13      | 14      | 15      |
| 42      | 16      | 17      | 18      | 19      | 20      | 21      | 22      |
| 43      | 23      | 24      | 25      | 26      | 27      | 28      | 29      |
| 44      | 30      | 31      |         |         |         |         |         |

| November | November | November | November | November | November | November | November |
| Kw       | Mo       | Di       | Mi       | Do       | Fr       | Sa       | So       |
| -------- | -------- | -------- | -------- | -------- | -------- | -------- | -------- |
| 44       |          |          | 1        | 2        | 3        | 4        | 5        |
| 45       | 6        | 7        | 8        | 9        | 10       | 11       | 12       |
| 46       | 13       | 14       | 15       | 16       | 17       | 18       | 19       |
| 47       | 20       | 21       | 22       | 23       | 24       | 25       | 26       |
| 48       | 27       | 28       | 29       | 30       |          |          |          |

| Dezember | Dezember | Dezember | Dezember | Dezember | Dezember | Dezember | Dezember |
| Kw       | Mo       | Di       | Mi       | Do       | Fr       | Sa       | So       |
| -------- | -------- | -------- | -------- | -------- | -------- | -------- | -------- |
| 48       |          |          |          |          | 1        | 2        | 3        |
| 49       | 4        | 5        | 6        | 7        | 8        | 9        | 10       |
| 50       | 11       | 12       | 13       | 14       | 15       | 16       | 17       |
| 51       | 18       | 19       | 20       | 21       | 22       | 23       | 24       |
| 52       | 25       | 26       | 27       | 28       | 29       | 30       | 31       |

## Ereignisse

### Politik und Weltgeschehen

#### England
Der Krieg der Barone dauert an, aber da ein Großteil der Barone nur gegen den im Vorjahr verstorbenen König Johann Ohneland als Person rebelliert hat, gewinnt der junge König Heinrich III. zunehmend ihre Sympathien anstelle des französischen Prinzen Ludwig. Zwar erobern die Franzosen im Frühjahr noch Portchester Castle, doch Prinz Ludwig muss nach Frankreich zurückkehren, um Verstärkungen zu rekrutieren. Mit seinen Verstärkungen belagert er erneut Dover Castle, das immer noch von Hubert de Burgh verteidigt wird. Ein anderer Teil der französischen Truppen marschiert nach Lincolnshire, um Lincoln Castle zu erobern.

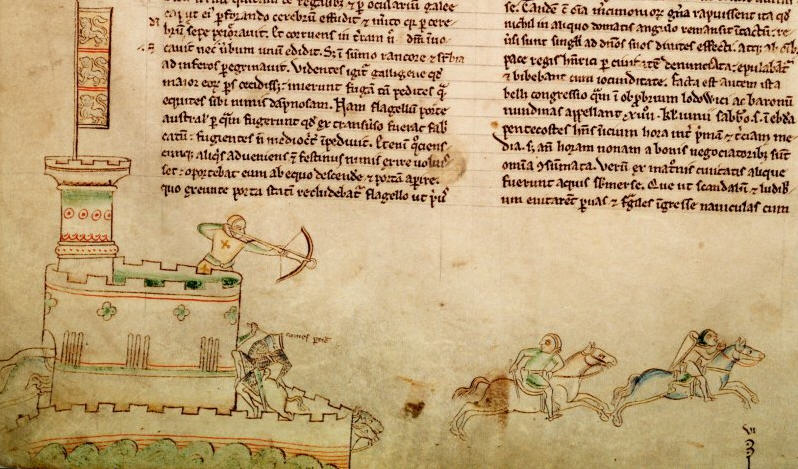
Darstellung der Schlacht von Lincoln, Chronica majora des Matthäus Paris

- 20. Mai: In der Schlacht von Lincoln besiegen königstreue englische Barone unter William Marshal und William Longespée eine Ritterschar rebellierender Barone und mit ihnen verbündeter Franzosen unter Prinz Ludwig von Frankreich. Mehrere rebellierende Barone geraten dabei in die Gefangenschaft Marshals, darunter der Führer der Rebellion von 1215, Robert FitzWalter.
- 24. August: Unter dem Befehl von Hubert de Burgh besiegt zur See die königstreue Seite der Engländer in der Schlacht von Sandwich eine der Gegenpartei um den französischen Kronprinzen Ludwig zu Hilfe kommende Flotte. Die Franzosen sind damit von Nachschub aus dem Heimatland abgeschnitten.
- 12. September: Prinz Ludwig schließt mit dem päpstlichen Legaten Guala Bicchieri, dem Regenten William Marshal, König Heinrich III. und dessen Mutter Isabella von Angoulême auf einer Themseinsel bei Kingston upon Thames einen Friedensvertrag.
- 20. September: Der Frieden von Lambeth wird im Lambeth Palace, dem Sitz des Erzbischofs von Canterbury in London, noch einmal von einer größeren Versammlung beider Parteien ratifiziert. Der französische Kronprinz Ludwig verzichtet darin auf den Thronanspruch in England und wird im Gegenzug vom Kirchenbann gelöst. Die rebellierenden Barone unterwerfen sich König Heinrich III.
- Prinz Ludwig beginnt bereits am 23. September mit seinem Rückzug und verlässt am 28. September von Dover aus England.
- 6. November: Regent William Marshal erlässt eine Amnestie für die Unterstützer von Prinz Ludwig und erkennt erneut eine überarbeitete Version der Magna Carta an.

#### Frankreich/Okzitanien
- Anfang des Jahres hat Graf Raimund VI. von Toulouse gemeinsam mit seinem Sohn Raimund VII. unter der Anteilnahme der Bevölkerung die gesamte Markgrafschaft Provence wieder unter seine Kontrolle gebracht. Die Grafschaft Toulouse befindet sich allerdings immer noch im Besitz von Simon de Montfort, dem Anführer des Albigenserkreuzzuges, auch wenn der Widerstand in den Städten zunimmt und sich Aufstände in der Bevölkerung häufen.
- 6. Februar: Simon de Montfort beginnt mit der Belagerung der Burg Montgrenier, die von Roger Bernhard, dem Sohn des Grafen Raimund Roger von Foix, verteidigt wird. Nach einer sechswöchigen Belagerung und der Abweisung einer Aufforderung von Papst Honorius III. die Belagerung zu beenden, nimmt Montfort die Burg ein, muss aber die Verteidiger abziehen lassen.
- Mai: Simon de Montfort zieht aus Toulouse aus, um die Markgrafschaft Provence wieder unter seine Kontrolle zu bekommen.
- 12. September: Mit einem Heer aus Aragón überschreitet Raimund VI. von Toulouse die Pyrenäen, um die Grafschaft Toulouse zurückzuerobern. Am 13. September zieht er kampflos in Toulouse ein.
- Oktober: Aus der Provence zurückgekehrt beginnt Simon de Montfort mit der Belagerung von Toulouse.

#### Iberische Halbinsel

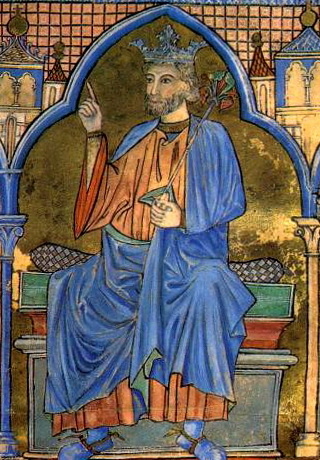
Ferdinand III. auf einer Miniatur aus dem 13. Jahrhundert

- 6. Juni: König Heinrich I. von Kastilien wird im Alter von 13 Jahren nach dreijähriger Regierungszeit durch einen herabfallenden Dachziegel erschlagen. Sein 18-jähriger Neffe Ferdinand III. folgt ihm auf den Thron.

#### Kreuzfahrerstaaten

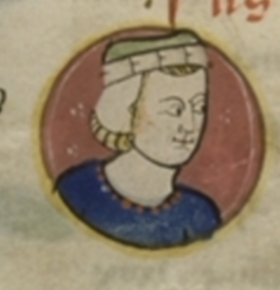
Darstellung Peters in einer Handschrift aus dem 14. Jh.

- 9. April: Peter von Courtenay wird in Sankt Laurentius vor den Mauern in Rom von Papst Honorius III. zum Kaiser des Lateinischen Kaiserreichs gesalbt.
- Ende April: In Begleitung des Kardinallegaten Giovanni Colonna unternimmt der neue Kaiser auf Schiffen der Republik Venedig die Reise nach Konstantinopel. Als Gegenleistung für den Transport unternimmt er den Versuch zur Eroberung der Hafenstadt Durazzo, die sich im Besitz des Despotats von Epirus befindet. Als der Angriff fehlschlägt, kehrt die venezianische Flotte in ihre Heimat zurück, und Peter muss die weitere Reise auf dem Landweg unternehmen. Dabei wird er von Männern des Despoten von Epirus Theodoros I. Komnenos Dukas entdeckt und festgenommen. Giovanni Colonna wird auf päpstlichen Druck bald wieder freigelassen, Peter hingegen stirbt in Gefangenschaft. Seine Gattin Jolante von Flandern, die auf getrenntem Weg unbeschadet in Konstantinopel angekommen ist, übernimmt die Regentschaft im Lateinischen Kaiserreich.

#### Kreuzzug von Damiette

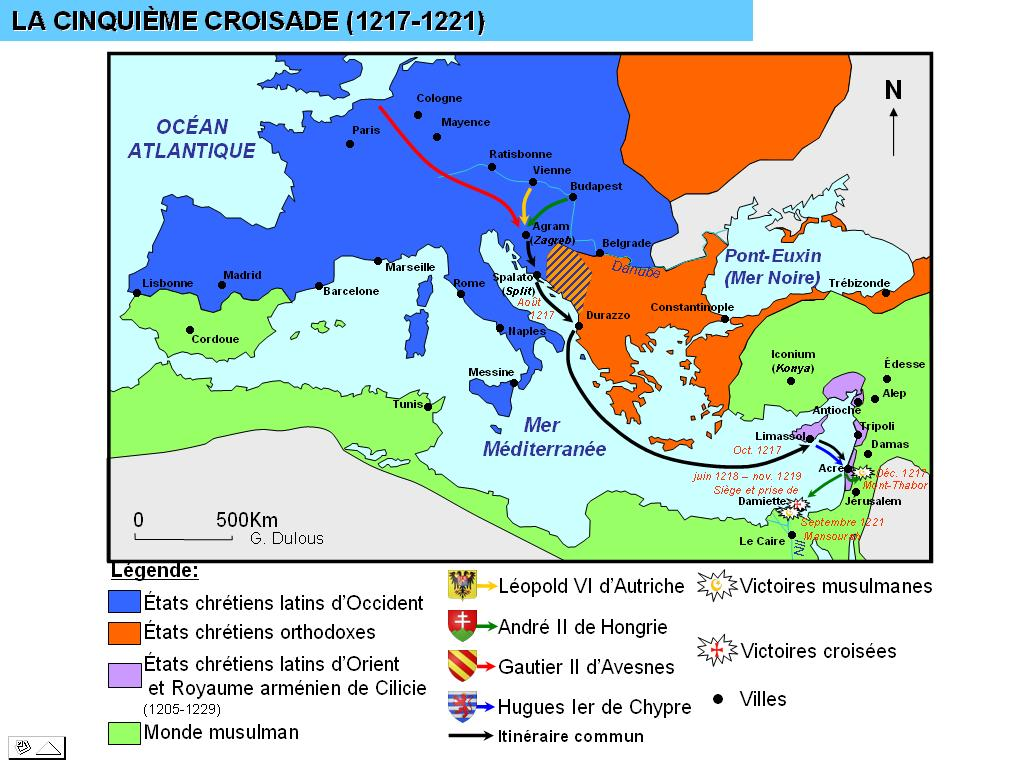
Karte des Fünften Kreuzzuges

- 1. Juni: Der Kreuzzug von Damiette beginnt. Anders als bei den anderen Orientkreuzzügen nehmen nur relativ wenige Ritter aus Frankreich teil, weil sich viele von ihnen bereits auf dem Albigenserkreuzzug befinden. Die Kreuzfahrer unter Führung von König Andreas II. von Ungarn und Herzog Leopold VI. von Österreich stechen von Split aus in See. Nach kurzem Aufenthalt auf Zypern erreichen sie Akkon, die Hauptstadt des verbliebenen Königreiches Jerusalem. Dort vereint sich das Kreuzfahrerheer mit den Heeren der Kreuzfahrerstaaten unter Johann von Brienne, Regent von Jerusalem, Bohemund IV. von Antiochia und Tripolis und Hugo I. von Zypern. Johann von Brienne stellt sich an die Spitze der Kreuzritter.
- Die Truppen der Ayyubiden unter Sultan al-Adil I., dem Bruder von Saladin, schleifen die Mauern von Jerusalem und vermeiden bis Ende des Jahres eine offene Feldschlacht.
- Ein Kreuzzugskontingent unter Graf Wilhelm I. von Holland überwintert auf Einladung von König Alfons II. in Portugal und erobert für ihn Al-Qasr, Setúbal und Rabeta Ruta von den Mauren des al-Andalus.

#### Weitere Ereignisse in Europa
- 23. April: König Inge II. von Norwegen aus der Partei der Birkebeiner stirbt. Auf dem Øyrating wird am 8. Juli der 14-jährige Håkon Håkonsson zu seinem Nachfolger gewählt. Skule Bårdsson, Inges Halbbruder, der ebenfalls Anspruch auf den Thron erhoben hat, wird Regent und Reichs-Jarl. Philipp Simonsson, Gegenkönig der Baglerpartei, verlangt die Herrschaft über halb Norwegen, aber als er bereits im Sommer stirbt, schließen sich die verbleibenden Bagler Håkon an. Damit endet der Bürgerkrieg in Norwegen endgültig.

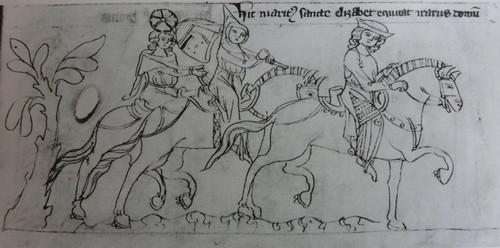
Ludwig IV. (Liber depictus)

- 25. April: Nach dem Tod von Hermann I. aus dem Geschlecht der Ludowinger wird sein Sohn Ludwig IV. Landgraf von Thüringen und Pfalzgraf von Sachsen. Er gerät rasch in Konflikt mit dem Mainzer Erzbischof Siegfried II. von Eppstein.
- Der bisherige Großžupan  Stefan Nemanjić wird von Papst Honorius III. zum König von Raszien, der Küstenländer und aller Serben erhoben. Sein Bruder Sava verfasst den Nomokanon, das erste bürgerliche Gesetzbuch Serbiens.

#### Stadtrechte und urkundliche Ersterwähnungen
- 24. Mai: Coburg wird erstmals als Stadt in einer Urkunde erwähnt.
- Middelburg erhält die Stadtrechte verliehen.
- Die Orte Boniswil, Hergiswil bei Willisau, Offheim, Illmitz und Horhausen (Westerwald) werden erstmals urkundlich erwähnt.
- Das Haus Bruch bei Hattingen wird erstmals urkundlich erwähnt.

### Religion
- 15. August: Domingo de Guzmán Garcés versammelt nach päpstlicher Approbation des Dominikanerordens seine Mitbrüder im Kloster Prouille, um sie mit dem Predigtauftrag und zur Gründung neuer Konvente in die Welt zu schicken. Er selbst begibt sich im Anschluss wieder nach Rom.

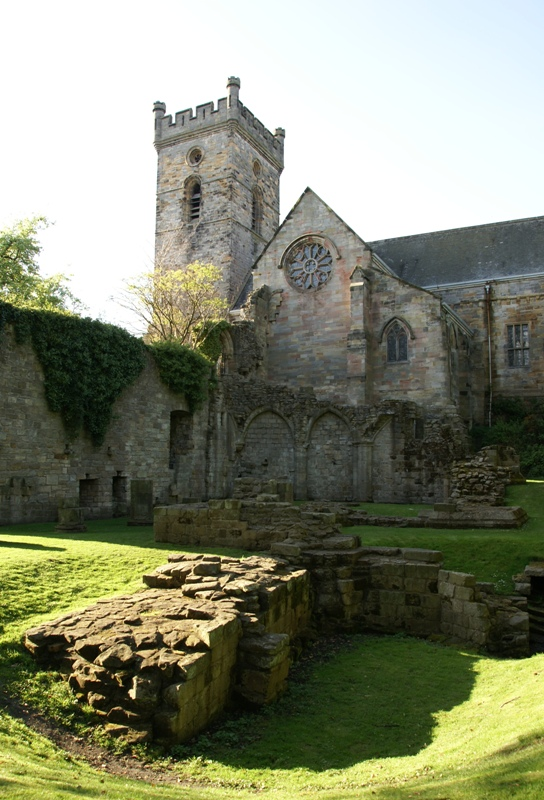
Culross Abbey

- Das schottische Kloster Culross wird gegründet.
- Papst Honorius III. genehmigt Bischof Christian von Preußen einen Kreuzzug gegen die heidnischen Prußen und erteilt ihm die Vollmacht, Bistümer zu gründen und Kathedralen erbauen zu lassen.
- um 1217: Das Kloster Georgenthal gründet einen Freihof in Erfurt

## Geboren
- 3. März: Heinrich I., König von Zypern († 1254)
- Georgios Akropolites, byzantinischer Diplomat, hoher Regierungsbeamter, Philosoph und Geschichtsschreiber († 1282)
- Balduin II., letzter Lateinischer Kaiser von Konstantinopel, Graf von Namur († 1274)
- Johann I., Graf von Penthièvre und Herzog von Bretagne († 1286)
- um 1217: Hülegü, mongolischer Fürst und Feldherr († 1265)

## Gestorben

### Erstes Halbjahr
- 17. Januar: Leopold II. von Schönfeld, Erzbischof von Mainz, Bischof von Worms
- 22. Februar: Jehuda ben Samuel he-Chasid, deutsch-jüdischer Schriftgelehrter, Philosoph und Ethiker, Vorläufer des Chassidismus (* um 1145)
- 23. April: Inge II., König von Norwegen (* 1185)
- 25. April: Hermann I., Pfalzgraf von Sachsen und Landgraf von Thüringen (* um 1155)
- 20. Mai: Thomas, Graf von Le Perche (* um 1193)

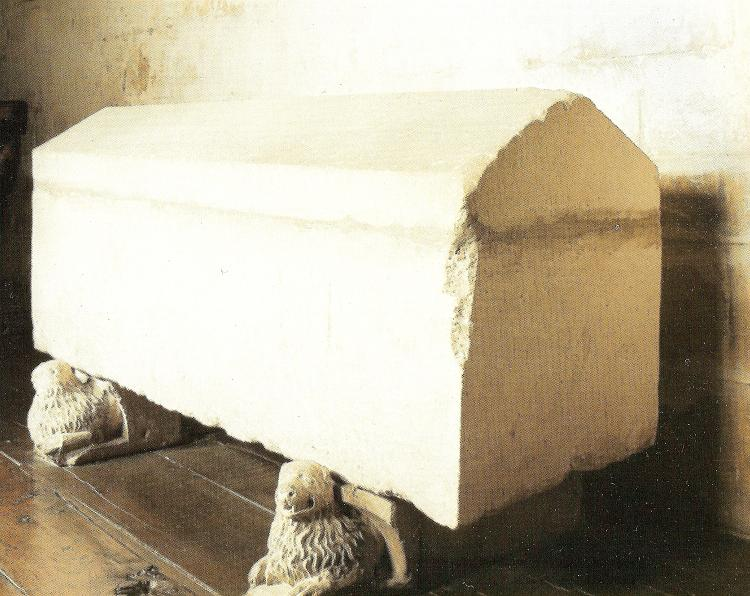
Der Sarg Heinrichs I. von Kastilien

- 6. Juni: Heinrich I., König von Kastilien (* 1204)

### Zweites Halbjahr
- 14. Juli: Hroznata von Ovenec, böhmischer Adeliger, katholischer Märtyrer (* um 1160)
- 22. Juli: Hadmar II. von Kuenring, österreichischer Ministerialadeliger (* um 1140)
- 24. August: Eustache le Moine, französischer Pirat und Söldner (* um 1170)
- 7. September: Heinrich von Pettau, Bischof von Gurk (* um 1160)
- 10. September: William de Redvers, Earl of Devon
- 21. September: Lembitu, estnischer Anführer
- 21. September: Kaupo, Fürst der Liven
- 14. Oktober: Isabel von Gloucester, Ehefrau des späteren englischen Königs Johann Ohneland  (* um 1160)
- 2. November: Philipp von Dreux, Bischof und Graf von Beauvais (* 1158)
- 9. Dezember: Rainald von Bar, Bischof von Chartres

### Genaues Todesdatum unbekannt
- unsicher 7. Januar: Herbert Poor, Bischof von Salisbury
- März: Richard de Canville, anglonormannischer Adeliger
- Sommer: Philipp Simonsson, norwegischer König der Baglerpartei
- Oktober/November: Richard de Clare, Earl of Hertford (* um 1153)
- Alexander Neckam, englischer Wissenschaftler und Lehrer (* 1157)
- Egilmaar von Oldenburg, Domherr zu Münster
- Friedrich II. Ellinger, Propst des Klosterstifts Berchtesgaden
- Ibn Dschubair, arabischer Geograph und Reiseschriftsteller (* 1145)
- Jigten Gönpo, Person des tibetischen Buddhismus (* 1143)
- Künden, Person des tibetischen Buddhismus (* 1148)
- Morgan, englischer Geistlicher
- Niketas Choniates, byzantinischer Staatsmann und Geschichtsschreiber (* um 1155)
- Wang Chuyi, chinesischer Daoist (* 1142)

### Gestorben um 1217
- Nijō-in no Sanuki, japanische Dichterin und Nonne (* um 1141)
- 1217/1219: Peter von Courtenay, Lateinischer Kaiser von Konstantinopel (* um 1155)